# Fukang (meteorito)
O meteorito de Fukang é um meteorito encontrado nas montanhas perto de Fukang, na China, em 2000. É um pallasita - um tipo de meteorito de ferro com cristais de olivina. Estima-se que tenha 4,5 bilhões de anos.

## Descoberta
O meteorito de Fukang foi descoberto perto da cidade de Fukang em Xinjiang, uma região autônoma na parte noroeste da China. O meteorito foi descoberto por um caminhante anônimo. Dizem que esse caminhante costumava parar em uma pedra gigante para almoçar. Ele estava curioso quanto ao tipo de rocha, que parecia metálica e tinha cristais, que ele estava descansando. Portanto, em 2000, o homem decidiu quebrar alguns pedaços da rocha e mandou-os para os Estados Unidos, onde foi confirmado que a amostra que ele havia enviado era de um meteorito.
A amostra estava no Tucson Gem and Mineral Show em fevereiro de 2005. Aproximadamente 20 kg foram removidos da massa principal pelo buscador antes do show de Tucson e a massa investigada foi de 983 kg.